# John Dagleish
John Dagleish (Kelvedon, febbraio 1981) è un attore e cantante britannico.

## Biografia
Nel 2015 ha vinto il Laurence Olivier Award al miglior attore in un musical per la sua performance in Sunny Afternoon, musical in scena a Londra. Sempre nel 2015 si unisce alla neofondata Kenneth Branagh Theatre Company e recita ne Il racconto d'inverno con Judi Dench e Harlequinade con Kenneth Branagh. Nel 2025 vince nuovamente l'Olivier Award per la sua interpretazione ne Lo strano caso di Benjamin Button.

## Filmografia

### Cinema
- Monuments Men (The Monuments Men), regia di George Clooney (2014)
- Ritorno al Bosco dei 100 Acri (Christopher Robin), regia di Marc Forster (2018)
- Casa Shakespeare (All Is True), regia di Kenneth Branagh (2018)
- Judy, regia di Rupert Goold (2019)
- La sirenetta (The Little Mermaid), regia di Rob Marshall (2023)

### Televisione
- The Third Day – miniserie TV, 6 puntate (2020)
- Il problema dei 3 corpi  (3 Body Problem) - serie TV (2024-in corso)

## Doppiatori italiani
Nelle versioni in italiano delle opere in cui ha recitato, Abdul Salis è stato doppiato da:
- Simone Crisari in The Third Day

Da doppiatore è stato sostituito da:
- Giuseppe Palasciano in The Dark Pictures: The Devil in Me